# August Julius Nestler
August Julius Nestler   (Grumbach, 3 de desembre de 1849 - Leipzig, 24 d'agost de 1919) va ser un compositor, director d'orquestra, mestre de cor i professor de música alemany.

## Biografia
Era fill del terratinent Julius Nestler i la seva dona Cornelia Nestler, i va assistir al seminari privat del cantor Karl Friedrich Klinger a la seva ciutat natal de 1864 a 1870. Aleshores va ser professor de prova a Colditz i Hartha abans de passar l'examen de qualificació al Royal Teachers' College de Borna el 18 d'octubre de 1873. Del 1873 al 1875 va estudiar música al conservatori i a la universitat de Leipzig. Des de 1876 va treballar com a professor de música i cant i com a director de diverses societats de cant de Leipzig.
El maig de 1878 va fundar el seu propi institut de música a Leipzig, que va gestionar amb gran èxit fins a la seva mort. Des de 1880 va ser professor de cant al gimnàs König-Albert. El 1892 va ser nomenat director musical reial.
Va compondre cançons, cantates, motets per a solistes, cor mixt i orquestra, sonates i fugues per a orgue, cançons per a cor masculins i marxes militars.
August Julius Nestler es va casar amb Laura Frieda Häßler (1851–1918). El matrimoni va tenir quatre fills, un dels quals va ser el pianista i professor del Conservatori de Leipzig Amadeus Nestler. A Leipzig, va ser membre de la Lògia maçònica Apol·lo, a la qual també pertanyia el seu fill.